# Atheta nugator
Atheta nugator är en skalbaggsart som beskrevs av Thomas Casey 1911. Atheta nugator ingår i släktet Atheta och familjen kortvingar. Inga underarter finns listade i Catalogue of Life.